# Stehendes Gut

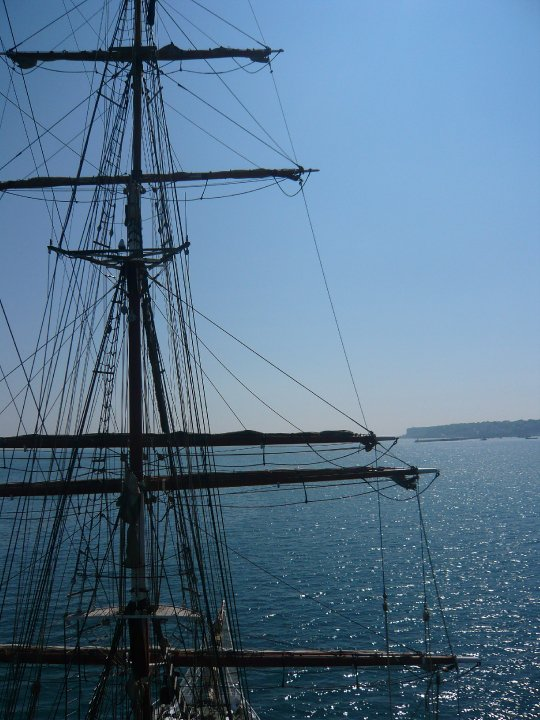
Masten und stehendes Gut eines rahgetakelten Segelschiffes

Als stehendes Gut oder Stag werden diejenigen Teile des Tauwerks von Segelschiffen oder -booten bezeichnet, die als Abspannung zur Versteifung der Masten dienen. Der Name erklärt sich dadurch, dass diese bei Manövern meist nicht bewegt werden. Es gibt allerdings durchaus Ausnahmen von dieser Regel, wie Backstagen oder zusätzliche Vorstagen, die bei Bedarf gesetzt werden (und somit durchaus „beweglich“ sind). Dank dieser Abspannungen können Masten (samt diesen Abspannungen) leichter gebaut werden, sind abgespannt steifer und belastbarer.
Masten ohne stehendes Gut finden sich daher praktisch nur auf kleineren Jollen mit nur einem Segel; Bedingung ist, dass sie im Rumpf steif verankert sind. Die einfachste Mastkonstruktion, etwa im Sportyak II, ist ein Stahlrohr, das sich in einer Mulde im Rumpfboden abstützt und an seiner Spitze von 3 Stahlseilen zu Bug und Bordwandseiten so schräg nach unten verzurrt wird, dass diese Seile etwa die Kanten einer gleichseitigen dreiseitigen Pyramide bilden.
Neben dem stehenden Gut gibt es das laufende Gut, also jenes Tauwerk, das üblicherweise bewegt wird. – Die Mehrzahl von Stag lautet wahlweise Stage oder Stagen.
Einige Stage können neben der Verspannung des Mastes zugleich auch zur Befestigung von Segeln dienen, beispielsweise Vorstag, innere Vorstagen (Kutterstag, s. u.) oder Besanstag.
Die heute üblichen Masten im Yachtbau, die relativ biegsam sind, ermöglichen ein Trimmen der Segel über die Spannung des stehenden Gutes.

## Verwendete Materialien
Die ersten Stage bestanden aus Naturfasern wie Hanf, Sisal oder Kokos. Später kamen auch Drahtseile zum Einsatz, Ketten wurden nur für wenige Teile des stehenden Gutes verwendet, z. B. für den Bugsprietzurring, der den Bugspriet zum Bug hin abstützte. Das stehende Gut wird zum Teil bis heute auf traditionell gesegelten Schiffen gesmartet und gekleedet, um besser gegen die Elemente geschützt zu sein. In diesem Fall erscheint es im Gegensatz zum laufenden Gut dunkelbraun bis schwarz.
Heutige Yachten verwenden üblicherweise Drahtseile oder Rundstäbe (sogenanntes Rod-Rigg) aus rostfreiem Stahl. Moderne Regattayachten verwenden seit kurzem auch hochfestes Tauwerk aus synthetischen Fasern oder Stäbe aus CFK.

## Stage

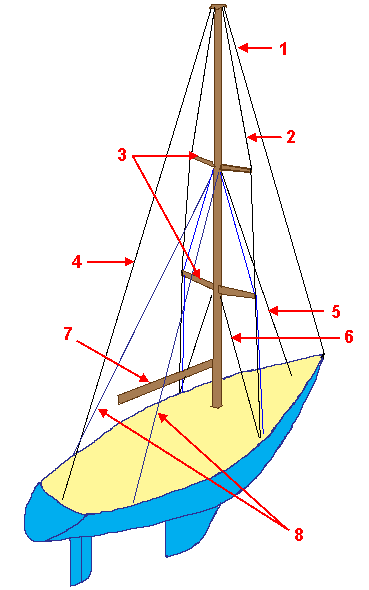
Stehendes Gut: Vorstag (1), Oberwant (2), Salinge (3), Achterstag (4), Babystag (5), Unterwant (6), Baum (7), Backstage (8)

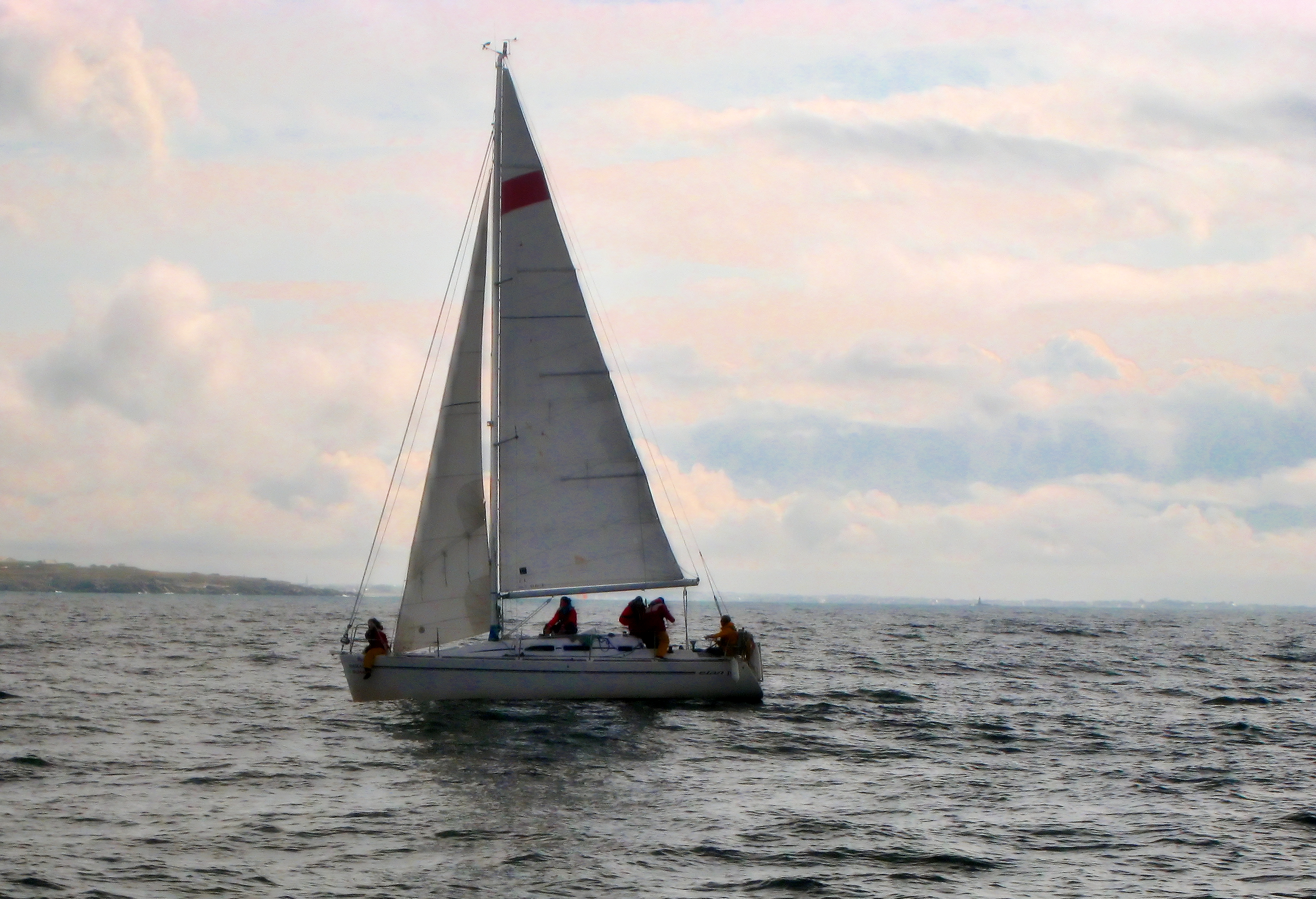
Vorsegel an einem Kutterstag auf einer Elan-Yacht (Glénans), links daneben ist das Vorstag

Als Stage werden alle Absteifungen in Längsrichtung des Schiffes bezeichnet. Auf Schiffen ohne Backstagen wird vereinfacht mit Stag auch ein Vorstag gemeint.
Die Stage im Einzelnen
- Vorstag (1) oder Fockstag, hält einen Mast oder eine Stenge vom Bug aus.
- Achterstag (4), hält den Mast vom Heck aus.
- Jumpstag mit Jumpstagspreize (die Jumpstagspreize ist eine Saling)
- Babystag (5): Kurze Stage vor dem Mast, unterhalb der unteren Saling. Auch als Kutterstag oder inneres Vorstag, bezeichnet, wenn an ihnen ein weiteres Vorsegel gesetzt werden kann.
- Backstagen (8) halten allgemein einen Mast von achtern, im Speziellen meistens auch seitlich.
- Genickstag oder Knickstag, verbindet die Toppen zweier Masten oder Stengen.
- Wasserstag, hält das Bugspriet nach unten.[2]
- Stampfstag, hält den Klüverbaum von unten.[3][2]

## Wanten
Die Wanten stützen einen Mast oder eine Stenge hauptsächlich querschiffs zu beiden Seiten, je nach Bauart aber auch mehr oder weniger nach achtern.
Kleine Boote haben nur ein Wantenpaar, größere Schiffe besitzen mehrere Paare. An Deck werden die Wanten über sogenannte Püttings befestigt. An ihnen lässt sich die Wantenspannung regulieren. Um die Zugrichtung der Wanten zu verbessern, werden sie durch Salinge (3) vom Mast abgespreizt. Abgesehen von der stützenden Funktion, kann mit den Wanten die Durchbiegung des Mastes (ggf. an mehreren Punkten) kontrolliert werden. Bei modernen Riggkonstruktionen befinden sich die Püttinge in der Regel mehr oder weniger deutlich hinter dem Mast und die Salinge sind entsprechend pfeilförmig ausgelegt. Dadurch können die Backstagen eingespart werden, deren Bedienung während der Fahrt anspruchsvoll und fehleranfällig ist. Das Achterstag verkommt dann zu einer reinen Trimmvorrichtung. Nachteilig an dieser Konstruktion ist, dass das Großsegel aufgrund der weiter hinten liegenden Wanten nicht mehr gleich weit offen gefahren werden kann.
Bei kleinen Schiffen werden die Wanten je nach Angriffspunkt am Mast als Toppwant, Oberwant (2), Mittelwant/Zwischenwant und Unterwant (6) bezeichnet.
Auf älteren Großseglern ab dem späten Mittelalter sind zwischen den Wanten Webleinen zum Besteigen des Mastes befestigt. Bis ins 20. Jahrhundert hinein wurden die Wanten mit Takeln durch Juffern oder Jungfern gespannt, danach mit Spannschrauben. Um einen möglichst großen Winkel zum abzustützenden Mast zu bekommen, wurden die Wanten durch Rüsten – außenbords befestigte waagerechte Bretter – gespreizt. Veraltet gibt es bei einigen Schiffen auch die Bezeichnung Hoftaue oder Hofwanten. Hoft oder Hofd ist sprachlich mit Haupt (im Sinne von etwas Hauptsächliches, Wichtiges, Dickes, Starkes) verwandt und Want mit Wand.

## Pardunen
Die Pardunen stabilisieren die Stengen gegen seitliche und achterliche Kräfte und sind mit ihrem unteren Ende auf Deckhöhe nahe der Bordwand befestigt. Sie unterscheiden sich damit von den Wanten, die weiter vorn befestigt sind und vor allem seitliche Kräfte aufnehmen.

## Begriffe
Die Abgrenzung der Begriffe Backstag, Pardune und Wanten voneinander ist insbesondere auf Schiffen ohne Stengen manchmal schwierig, auch aufgrund von parallelen, uneinheitlichen Entwicklungen. Alle drei stützen einen Mast im Allgemeinen seitlich und nach hinten, die Unterschiede liegen in Details, die nicht immer eindeutig sind. So kann z. B. ein weit hinten verlaufendes Wanttau auf dem einen Schiff als Want, auf einem anderen als Backstag, auf einem dritten als Pardune bezeichnet werden.
- Die Begriffe Backstag und Pardune werden selten beide in einer Quelle ausführlich beschrieben. In weniger detaillierten Darstellungen werden sie manchmal alternativ und gleichbedeutend verwendet, oder Pardunen wird als altes Wort für Backstag angegeben.
- Das Buch Seemannschaft, Handbuch für den Yachtsport[9] zählt Backstage sowohl zu den Pardunen als auch zu den Wanten.
- Sowohl Backstag als auch Pardune werden ins Englische mit Backstay übersetzt.
- In verschiedenen Quellen, die Pardunen als Stütze für eine Stenge beschreiben, findet sich kein Hinweis auf die Verwendung des Begriffes auf Schiffen ohne Stengen.[2][6]
- Im Lexikon der gesamten Technik von Lueger (1904)[2] werden sowohl Backstag und Pardune erwähnt, Backstag jedoch etwas undeutlich beschrieben.
- Im Etymologisches Wörterbuch der deutschen Seemannssprache von Goedel (1902)[4] werden beide Begriffe beschrieben, jedoch geprägt von Vermutungen und teils widersprüchlich zu anderen Quellen[10]

## Dimensionierung
Die Dimensionierung, also die Stärke der benötigten Leinen oder Seile im stehenden Gut, hängt von Größe und Typ der Yacht ab. Eine steif dimensionierte Takelung – also eine, bei der sich der Mast möglichst wenig bewegen soll – muss stärker dimensioniert sein als eine elastische Takelung, wobei die gewünschte Steifheit in der Regel auch von den Präferenzen des Schiffsführers abhängt und durch die Wantenspanner eingestellt werden kann.
Gemäß Seemannschaft gilt als Faustregel, dass alle Wanten jeder Bootsseite zusammen eine Bruchfestigkeit haben sollen, die mindestens ein Drittel größer ist als die Gesamtverdrängung der Yacht. Püschl kommt in exemplarischen Rechnungen auf Werte ziemlich genau in dieser Größenordnung.
Heute stehen Yacht-Konstrukteuren aufwendige Berechnungsmodelle zur Verfügung, mit denen die Kräfte auf die Takelage und auf jeden Teil des Rumpfes sehr exakt am Computer berechnet werden können. Das führt allerdings zuweilen dazu, dass zu genau dimensioniert wird und aus Kostengründen zu kleine Sicherheitsmargen eingerechnet werden. Sind die auftretenden Kräfte bestimmt, müssen die passenden Stahlseile gewählt werden. Das Material muss auch bei maximaler Belastung im elastischen Bereich bleiben, sich also nach der Belastung wieder selbstständig in die ursprüngliche Form zurückbegeben.

## Trennen von Drahtseilen

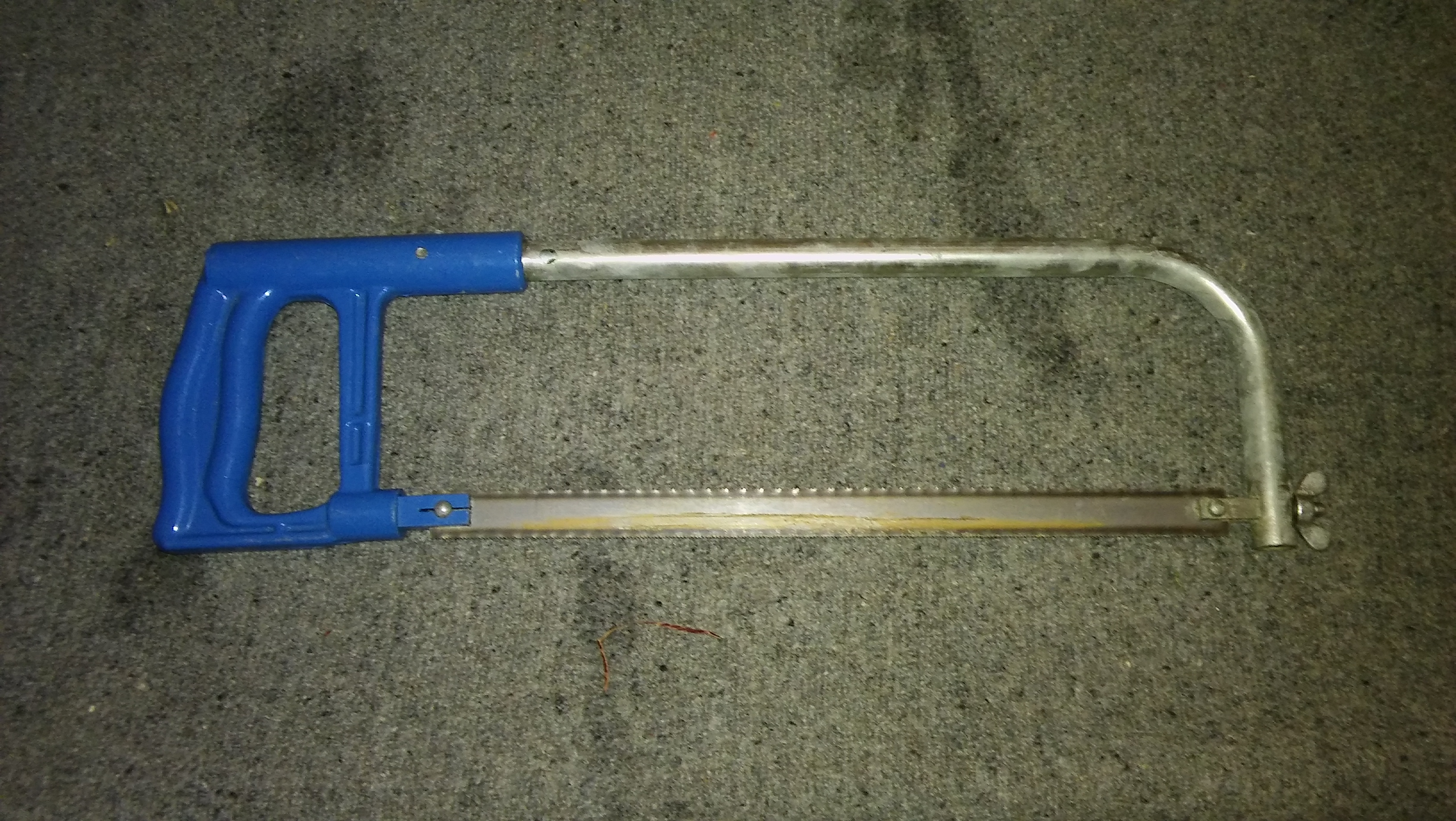
Eine Bügelsäge durchtrennt Wanten problemlos

Bei Mastbruch müssen die verbleibenden Drahtseile der Wanten und Stagen schnell getrennt werden, damit lose Mastteile nicht das Deck oder den Rumpf leckschlagen und damit ein noch viel größeres Problem entsteht. Der Mast kann dann versenkt oder falls möglich geborgen werden, damit ein Notrigg erstellt werden kann. Als Hilfsmittel dafür wurden eine Bügelsäge und eine Beißzange bei Tests am besten bewertet. Die Bügelsäge funktioniert gut bei gespanntem Draht, lässt sich einhändig bedienen und ist günstig. Die Beißzange eignet sich insbesondere, um Splinte und Bolzen zu durchtrennen. Es gibt auch hydraulische Wantenschneider oder spezielle Bolzenschußgeräte, die praktisch ohne Krauftaufwand die Wanten durchtrennen, aber deutlich teurer sind und kaum für andere Zwecke eingesetzt werden können. Drahtscheren haben den Nachteil, dass ihr einhändiger Einsatz auf einem schwankenden Deck schwierig und ziemlich gefährlich ist.